# Площадь Героев Небесной сотни
Площадь Героев Небесной сотни (укр. Майдан Героїв Небесної Сотні) — площадь в Основянском районе Харькова.

## История
В XVIII веке в районе нынешней площади был въезд в Харьков. В конце века там, на месте бывшего крепостного вала, появилась площадь. Изначально она называлась Михайловской — по названию Михайловской церкви (построена в 1787 году по проекту П. А. Ярославского), располагавшейся в южной части площади.
С 1814 года на площади сосредоточилась торговля сеном и Михайловская получила второе название — Сенная.
В 1833 году базар перенесли на территорию нынешнего Центрального рынка. На освободившейся южной части проводились народные гуляния, а также военные учения и парады. Рядом находились казармы.
В 1886 году площадь получила название Скобелевская — в честь генерала М. Д. Скобелева (освободителя Болгарии от турецкого ига).
В 1919 году площадь была переименована в площадь Руднева — в честь большевика Н. А. Руднева. В феврале 1919 года его останки якобы были перевезены из Царицына и перезахоронены на площади. Раскопки, проведённые в декабре 2017 года по решению Харьковского горсовета с целью поиска и перезахоронения останков Руднева на одно из городских кладбищ, выявили, что никаких захоронений на площади нет. В 1959 году на площади был установлен памятник Рудневу (скульптор В. П. Воловик, архитектор В. Д. Якименко).

### Современная история
В 2008 году площадь была капитально восстановлена и благоустроена: отремонтирован 15 лет до этого не работавший фонтан, установлены скамейки и новые фонари, отреставрирован памятник Рудневу.
В конце апреля 2011 года на общественных слушаниях была одобрена идея реконструкции площади. Предлагалось заменить дорожное покрытие на площади, обновить разметку, установить новые светофоры. Срок завершения реконструкции будет зависеть от финансирования. Согласно городскому бюджету, на площадь Руднева планируется выделить 4,1 млн грн.
Летом 2014 года в доме № 30 открылся социально-культурный центр «Автономия».
Памятник Рудневу был снесён неизвестными в ночь на 11 апреля 2015 года после принятия на Украине закона о запрете коммунистической символики.
20 ноября 2015 года решением Горсовета площадь была переименована в площадь Героев Небесной сотни.

## Здания
- В 1889—1902 годах по проекту А. Н. Бекетова было построено здание судебных установлений (при участии архитекторов Ю. Цауне и В. Хрусталева). Находится в центре площади.
- Дом культуры строителей. Был заложен как клуб 20 июля 1927 года (проект Я. А. Штейнберга, И. Милеениса, И. Малоземова). В 1958 году был реорганизован в ДК строителей им. А. М. Горького. В здании проходят выступления театра «Тимур».

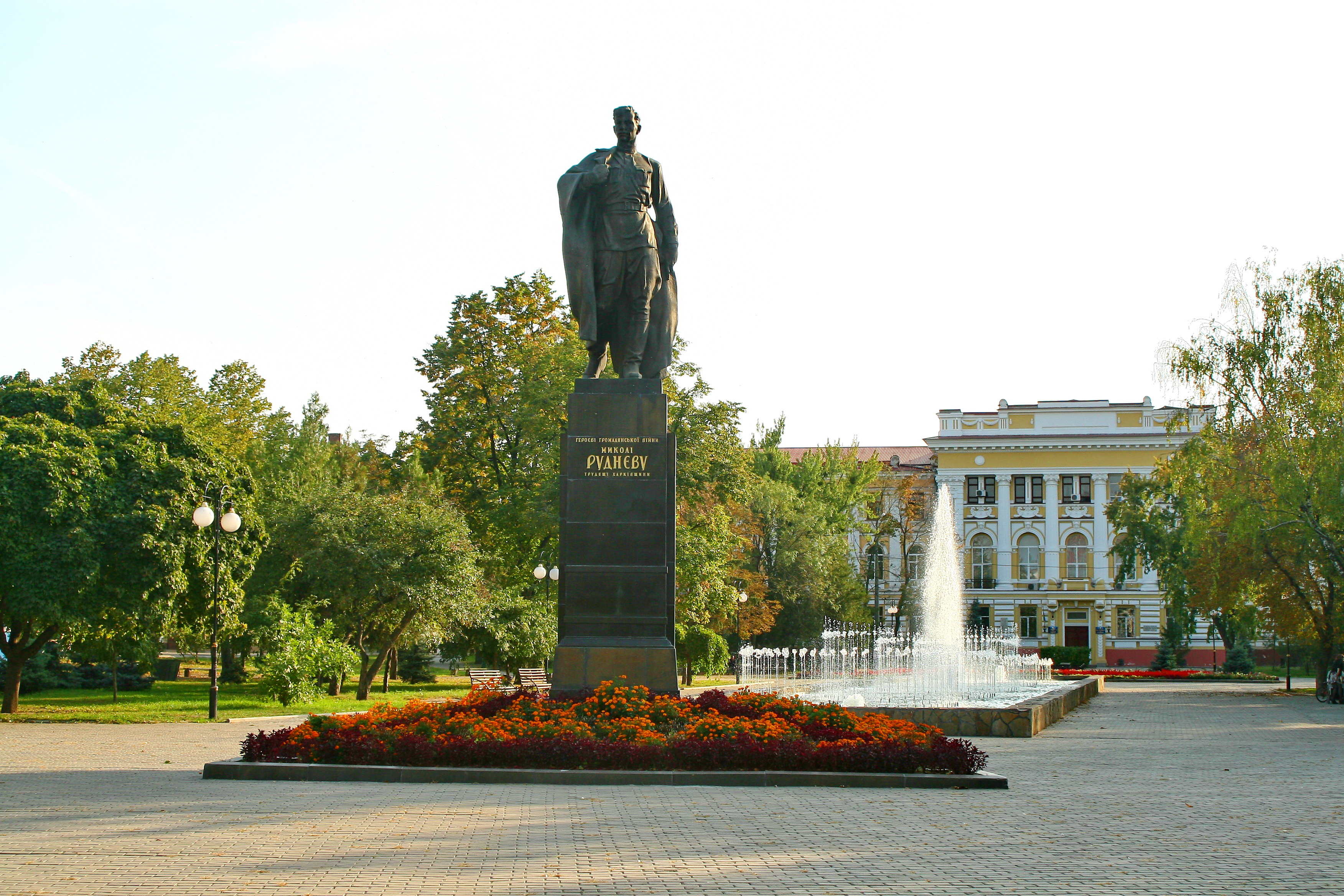
Памятник Николаю Рудневу, стоявший на площади в 1959—2015 годах. Снесён 11 апреля 2015 года

## Памятники
- Памятник Н. А. Рудневу. Снесён 11 апреля 2015 года.